# Mémoires de la Société d'Histoire Naturelle de Paris
Mémoires de la Société d'Histoire Naturelle de Paris (abreviado Mém. Soc. Hist. Nat. Paris) fue una revista ilustrada con descripciones botánicas editada por la Société d'Histoire Naturelle de Paris que surgió de la Société Linnéenne de Paris en 1790. Fue fundada por Jean-Baptiste Lamarck. Estuvo activa desde 1799 a 1834. 